# Nitin Sandesara
 (mars 2023).
 (mars 2023).
La mise en forme du texte ne suit pas les recommandations de Wikipédia : il faut le « wikifier ».
Les points d'amélioration suivants sont les cas les plus fréquents. Le détail des points à revoir est peut-être précisé sur la page de discussion.
- Les titres sont pré-formatés par le logiciel. Ils ne sont ni en capitales, ni en gras.
- Le texte ne doit pas être écrit en capitales (les noms de famille non plus), ni en gras, ni en italique, ni en « petit »…
- Le gras n'est utilisé que pour surligner le titre de l'article dans l'introduction, une seule fois.
- L'italique est rarement utilisé : mots en langue étrangère, titres d'œuvres, noms de bateaux, etc.
- Les citations ne sont pas en italique mais en corps de texte normal. Elles sont entourées par des guillemets français : « et ».
- Les listes à puces sont à éviter, des paragraphes rédigés étant largement préférés. Les tableaux sont à réserver à la présentation de données structurées (résultats, etc.).
- Les appels de note de bas de page (petits chiffres en exposant, introduits par l'outil «  Source ») sont à placer entre la fin de phrase et le point final[comme ça].
- Les liens internes (vers d'autres articles de Wikipédia) sont à choisir avec parcimonie. Créez des liens vers des articles approfondissant le sujet. Les termes génériques sans rapport avec le sujet sont à éviter, ainsi que les répétitions de liens vers un même terme.
- Les liens externes sont à placer uniquement dans une section « Liens externes », à la fin de l'article. Ces liens sont à choisir avec parcimonie suivant les règles définies. Si un lien sert de source à l'article, son insertion dans le texte est à faire par les notes de bas de page.
- La présentation des références doit suivre les conventions bibliographiques. Il est recommandé d'utiliser les modèles {{Ouvrage}}, {{Chapitre}}, {{Article}}, {{Lien web}} et/ou {{Bibliographie}}. Le mode d'édition visuel peut mettre en forme automatiquement les références.
- Insérer une infobox (cadre d'informations à droite) n'est pas obligatoire pour parachever la mise en page.

Pour une aide détaillée, merci de consulter Aide:Wikification.
Si vous pensez que ces points ont été résolus, vous pouvez retirer ce bandeau et améliorer la mise en forme d'un autre article.
Nitin Sandesara est un homme d'affaires indien et un fraudeur qui est actuellement un fugitif du système judiciaire indien. Après avoir commis une fraude de 700 millions de dollars, il a fui l'Inde vers l'Europe où il attend actuellement son extradition.

## Arrière-plan
Le groupe Sterling Biotech, basé à Vadodara, appartient aux frères Nitin Sandesara et Chetan Sandesara.
Les frères, Dipti Sandesara (épouse de Chetan Sandesara) et Hitesh Patel (un membre de la famille des Sandesaras) ont été déclarés fugitifs en vertu de la loi sur les délinquants économiques fugitifs par un tribunal spécial de la PMLA (Prevention of Money Laundering Act) à Mumbai. Après avoir fui via l'Albanie et Dubai, ils sont basés au Nigeria, où ils gèrent un important commerce d'exportation de pétrole, et l'Inde tente de les extrader.

## Carrière
Nitin Sandesara et son frère Chetankumar ont commencé à produire et à commercialiser du thé avant de se lancer dans la fabrication de gélatine, un produit largement utilisé dans l'industrie pharmaceutique générique indienne.
Les frères ont fini par contrôler quelque 340 entreprises, dont 92 en dehors de l'Inde, alors qu'ils se développaient dans des secteurs aussi variés que l'énergie, la construction et la santé. Leur conglomérat a prétendu valoir près de 7 milliards de dollars.

## Fraude
Mais la fortune des Sandesaras a changé à l'automne 2017 lorsque le Bureau central d'enquête de New Delhi les a accusés, ainsi que leur entreprise, de tricherie et de complot criminel. Une enquête ultérieure menée par la Direction de l'application de la loi du gouvernement indien a affirmé que leur groupe Sterling Biotech avait illégalement acquis et blanchi plus de 700 millions de dollars au profit de ses «promoteurs», dont les frères Sandesara et Diptiben.
Les enquêteurs ont affirmé que les entreprises de la famille avaient obtenu l'argent en obtenant frauduleusement des prêts auprès de diverses banques indiennes. Au moment où Patel a été détenu en Albanie en 2019, le montant que ces banques ont déclaré comme frauduleux était passé à plus de 1,1 milliard de dollars.
Une grande partie de cet argent aurait été détournée en utilisant des sociétés fictives qui répertorient les employés et les associés de Sterling Biotech comme actionnaires et administrateurs. Les procureurs disent que l'argent a été transféré sous le couvert d'achats d'actifs et de transactions immobilières. Ces transactions auraient également été utilisées pour gonfler les bilans des sociétés écrans, qui ont ensuite emprunté encore plus d'argent aux banques et détourné ces fonds également.

## Fugitifs
Les Sandesaras ont fui l'Inde avant que les autorités ne puissent les arrêter. Le Bureau central d'enquête et le ministère indien des Affaires extérieures n'ont pas répondu aux demandes de commentaires. Lorsqu'il a été contacté par des journalistes, l'en:Enforcement Directorate a simplement partagé une copie d'une ordonnance du tribunal déclarant que les Sandesaras étaient des "délinquants économiques en fuite".

## Poursuite
La Cour suprême a interrogé le gouvernement de l'Union sur les poursuites pénales qui peuvent être annulées si Chetan Jayantilal Sandesara et Nitin Sandesara, promoteurs de Sterling Biotech Ltd, qui ont fui le pays après avoir été arrêtés par le Bureau central d'enquête dans une affaire multi- affaire de fraude bancaire principale, remboursez environ 1 500 crores ₹.
Le Bureau central d'enquête, en octobre 2017, a condamné Sterling Biotech, ses administrateurs Chetan, Nitin, Dipti Chetan Sandesara, Rajbhushan Omprakash Dixit et Vilas Joshi, l'expert-comptable Hemant Hathi, l'ancien directeur d'Andhra Bank Anup Prakash Garg et quelques autres personnes en relation avec la fraude bancaire présumée entre 2004 et 2012.
L'en:Enforcement Directorate a enregistré une affaire de blanchiment d'argent contre les frères Sandesara et d'autres en août 2017 après qu'une affaire de fraude bancaire présumée de Rs 5 700 crore a été déposée contre eux par le Bureau central d'enquête. Le 30 novembre 2017, l'en:Enforcement Directorate a mené son premier raid sur sept sites du Gujarat. Sterling Biotech est basé à Vadodara.